# Earsham
Earsham is een civil parish in het bestuurlijke gebied South Norfolk, in het Engelse graafschap Norfolk met 882 inwoners.